# 乾信武

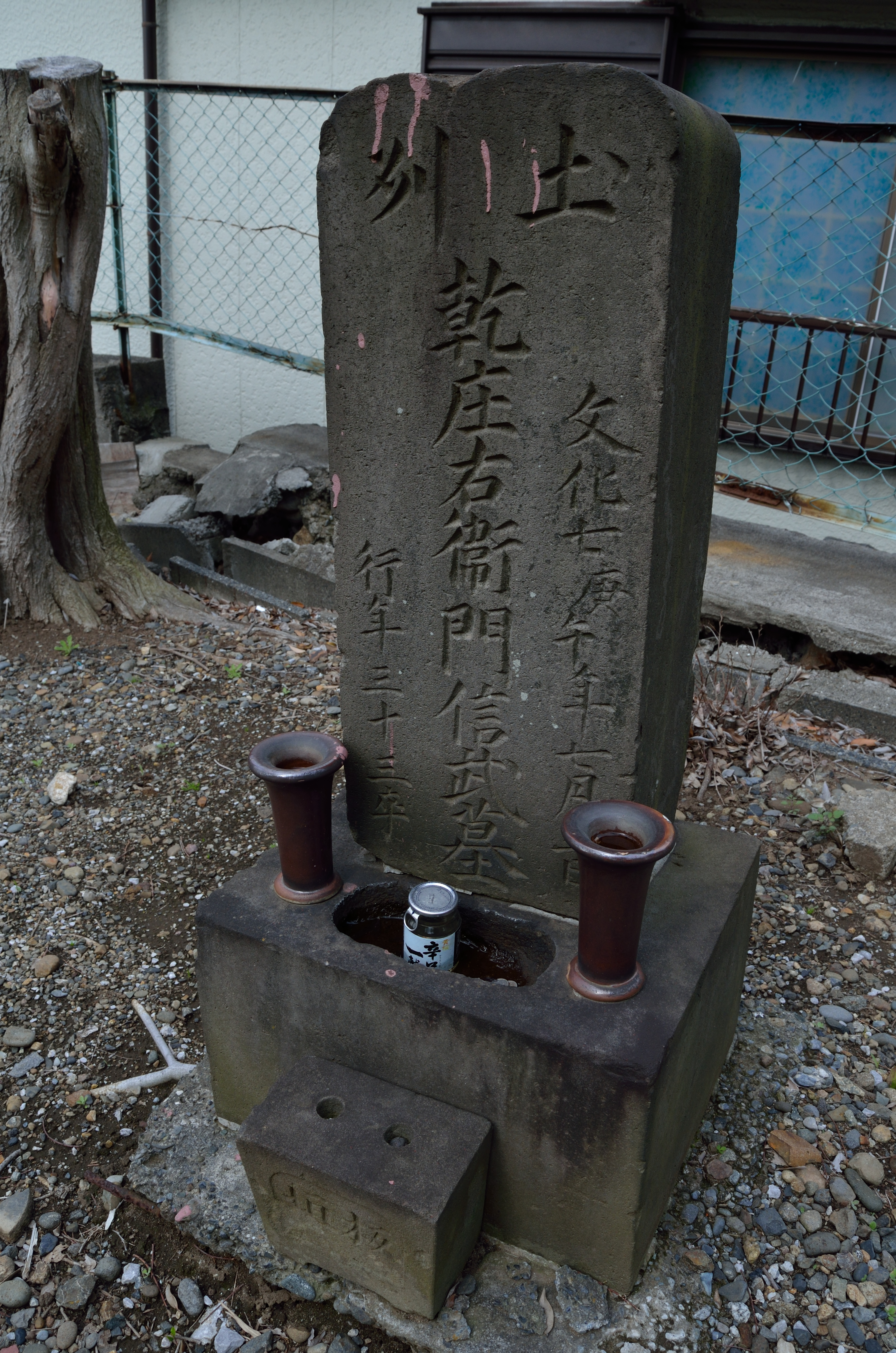
板垣退助の祖父・乾信武の墓
(東京・品川神社裏にある高源院(飛び地)墓地)

乾 信武（いぬい のぶたけ）は、土佐藩馬廻役、家禄300石。板垣退助の祖父。土佐の奇人（いごっそう）として知られる。

## 来歴
安永7年(1778年)、高知城下中島町の拝領屋敷にて、土佐藩士乾丈右衛門正聰の長男として誕生。母は林藤左衛門勝周の女。諱は信武、幼名は鹿次郎。字は左近兵衛と称し、のち庄右衛門と改めた。
天明6年2月15日(1786年3月14日)、藩主山内豊雍に惣領御目見えを仰せ付けられる。
寛政9年12月6日(1798年1月22日)、御火消方御用を以て、御家中・町方共、火用心番を仰せ付けられる。
文化2年12月18日(1806年2月6日)、亡父正聰の跡目無相違下し置かれる
文化3年8月28日(1806年10月9日)御使母衣（従六位）を賜わる。
藤並大明神の御宮が建立される際、寄付金を差出した件について、文化5年6月4日(1808年6月27日)土佐藩主山内豊興が御満足に思召され、親しく御褒詞を賜わる。
文化7年2月25日(1810年3月29日)役料銀7枚を成遣わされ、江戸詰めの勤務を仰せ付けられ、文化7年7月3日(1810年8月2日)江戸の藩邸にて卒去した。享年33。

## 墓所

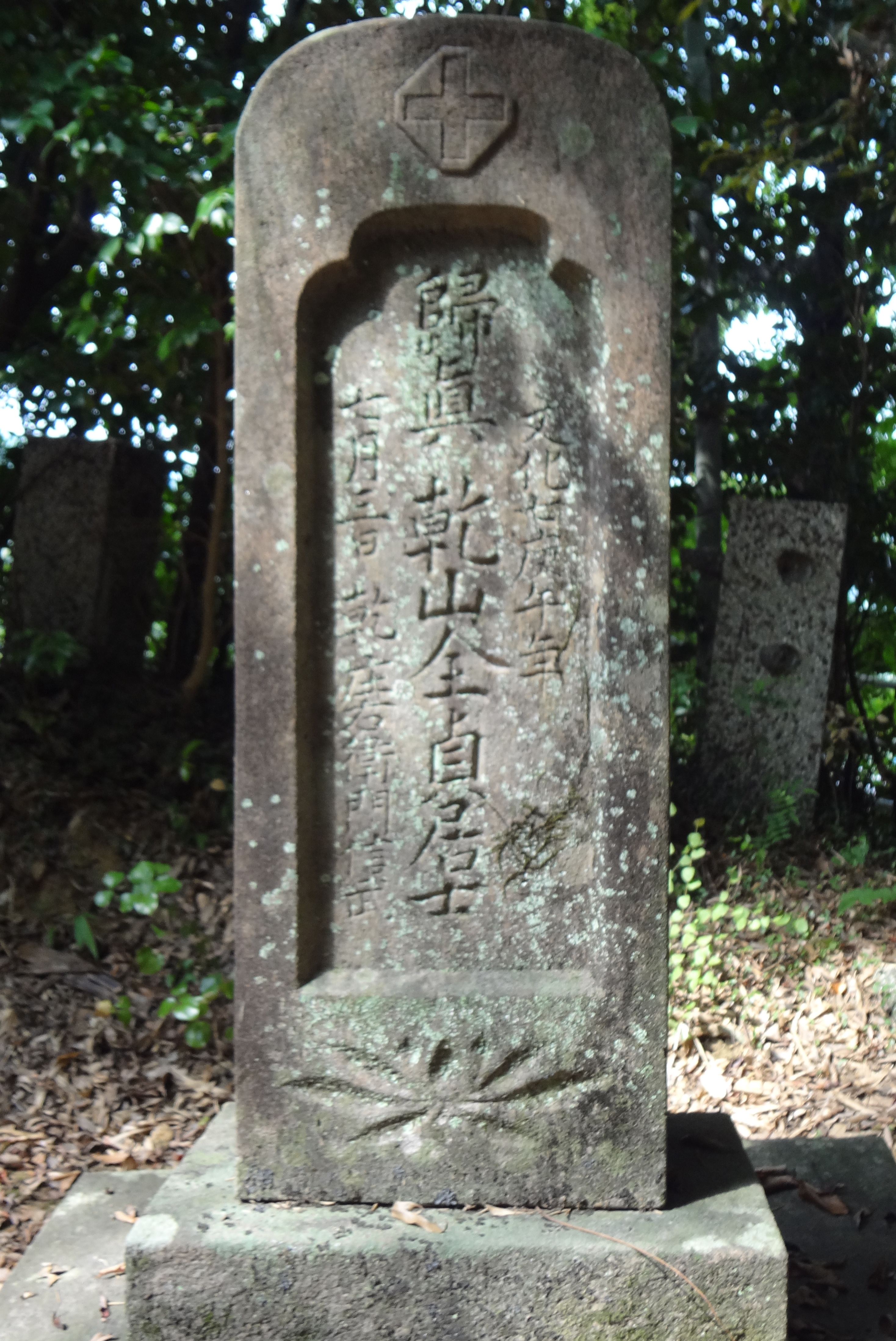
乾信武の墓(高知・板垣山)

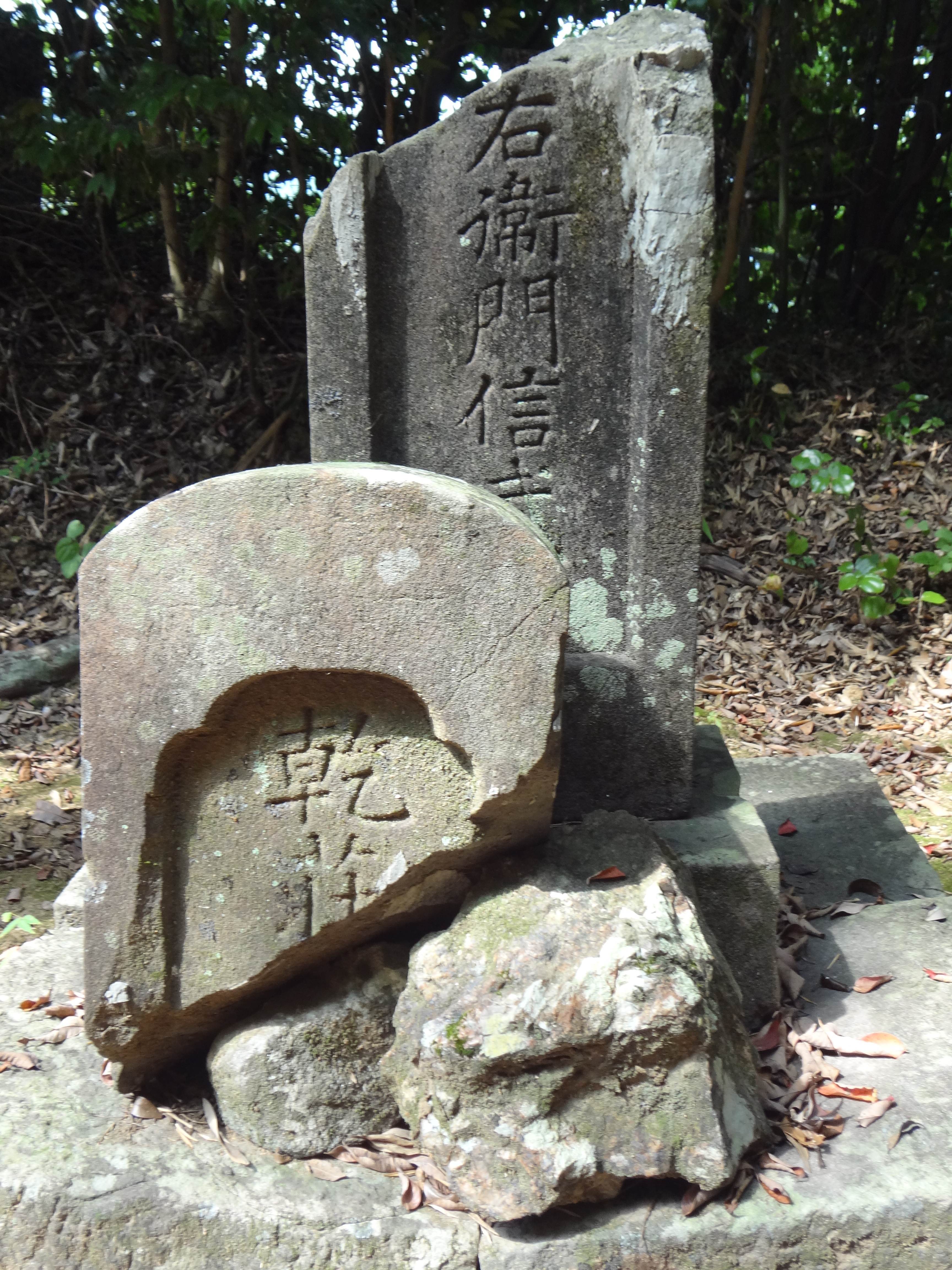
板垣退助の祖母・乾信武妻の墓(高知・板垣山)

- 江戸にて卒去したため江戸で荼毘に臥され、品川東海寺の塋域[4]に埋葬された墓があるが、土佐薊野の乾家歴代墓所にも東海寺にある墓石と同形の墓石が建てられている。

## 家族
- 祖父：乾直建
- 祖母：安積彦之進祥任の女
  - 父：乾正聰
  - 母：林 藤左衛門勝周の女
    - 本人：乾信武
    - 妻：谷村久之丞自熈の女（弟は無双直伝英信流十五代・谷村亀之丞自雄）
      - 長男：乾正成
        - 孫（長男）：板垣退助伯爵
        - 孫（二男）：乾久馬（弘化2年(1845年) - 嘉永2年12月14日(1850年1月26日)）
        - 孫（長女）：実名未詳（文政6年(1823年) - 元治元年7月3日(1864年8月4日)）智祥院玉室妙蓮大姉
        - 孫（二女）：実名未詳
        - 孫（三女）：日野軍馬成義の妻、日野次郎三成文の母

      - 長女：実名未詳
      - 次女：長屋彦太夫の妻 - のち離縁
      - 三女：平井政実の妻（1806年 - 1863年）- 純正院妙悟日道大姉

    - 弟：野本信照、のち野本順助直誠の養子となる。
    - 妹：実名未詳（1807年 - 1866年）

## 補註
1. ↑  『土佐史談』
2. 1 2 3 4 5 6 7 8  『御侍中先祖書系圖牒』旧山内侯爵家蔵
3. ↑  東京品川の墓石の記載による
4. ↑  現在は品川神社の裏手にあたる。板垣退助の墓も同所にある。